# 박지현 (가수)
박지현(1995년 12월 12일 ~ )은 대한민국의 트로트 가수이다. 내일은 미스터트롯 2의 선이다. 별명은 목포의 아들, 활어 보이스이다.

## 생애
중학교 시절 원더걸스, 2PM을 보며 가수의 꿈을 키웠고 중학교 2학년때 JYP 오디션을 보고 싶었지만 노래나 춤은 취미로만 하라는 어머니의 반대로 접었다고 한다.
군 전역 후 어머니의 사업장에서 수산업을 돕다가 <미스터트롯>을 보고 '나 같은 사람도 할 수 있을까?' 란 생각으로 다시 가수의 꿈에 도전하게 되었다. 2021년 KBS 노래가좋아에 참가해 4연승 명예졸업을 했다. 2022년 12월부터 방송을 시작한 미스터트롯2 - 새로운 전설의 시작에서 시원한 보이스와 돋보이는 비주얼, 뛰어난 무대 매너로 인기를 얻으며, <못난 놈> <떠날 수 없는 당신> <거문고야> <깜빡이를 키고 오세요> 등의 노래를 히트시켰고 최종 2위인 선(善)을 수상하는 쾌거를 이루며 차세대 트로트 스타로 주목받고 있다.

## 음반
깜박이를 키고 오세요 (장르: 트로트)
그대가 웃으면 좋아
바다 사나이

## 학력
- 호남대학교 (중국어학 / 학사)

## 방송 & Interview

###### 방송
- KBS 노래가좋아 - 4연승 명예졸업 (2021)
  - 1차: 사랑이 이런 건가요 (노래가좋아 20210615)
  - 2차: 나만의 여인 (20210622)
  - 3차: 쓰러집니다 (20210706)
  - 4차: 사랑도 모르면서 (20210720)
- TV조선 미스터트롯2 - 새로운 전설의 시작 (2022~2023)
- TV조선 미스터 로또 (2023~2024)
- TV조선 트랄랄라 브라더스 (2023)
- TV조선 화요일은 밤이 좋아 (2023~2024)
- MBC 나혼자산다 536회 (2024/03/08)
  - <미스터 트롯2> 준우승자 구수한 목포 사나이 박지현표 마라 연포탕 & 낙지탕탕이 (240308)
  - 트로트계 기안 84였던 박지현 쾌남의 집안 일부터 주접멘트 공부까지
  - [박지현 나혼자산다 미방분] 음악적 영감은 모두 JYP에서? 언제가 볼 날을 기대하면 방구석 맹연습하는 박지현
- ch B tv 도전 할류스타2 (2024 ~ )
- SBS 마이턴 (2025 ~ )

##### Interview
- 2024년 트롯토피아 인터뷰: '대세가수' 박지현 고백 - "부모님에게 인정받고 싶었다"
- 2024년 마리 클레르 Korea 화보: '미스터 트롯2' 박지현 화보#1 & 인터뷰[1] (메이킹 영상)

## CF
- 2023년 종근당 건강 아임비타 아임비타 X박지현
- 2023년 오웬푸드 셰프애찬 셰프애찬 X박지현 TV CF 15초 버전
- 2024년 콜핑 모델 2024SS 콜핑 X 박지현 화보 메이킹 필름

## 수상
- 2023년 TV조선 미스터트롯2 - 새로운 전설의 시작 2위
- 2023년 제 31회 대한민국 문화연예대상 성인가요 10대 가수상[2]
- 2023년 제 1회 월드 CEO 서밋 어워즈 (WCSA) 특별상[3]

## 공연
```
미스터트롯2 TOP7 콘서트 (2023년~)
```

1. ↑  김지혜. “'미스터트롯2' 박지현 마리끌레르 3월호 화보 공개│마리끌레르”. 2024년 3월 15일에 확인함.
2. ↑  “미스터트롯2 박지현, ‘31회 대한민국문화연예대상’ 성인가요 10대가수상”. 2024년 3월 15일에 확인함.
3. ↑  “WORLD CEO SUMMIT AWARDS”. 2024년 3월 15일에 확인함.